# Groupe compact
En mathématiques, et plus particulièrement en analyse harmonique abstraite, un groupe compact est un groupe topologique dont l'espace topologique sous-jacent est compact. Les groupes compacts sont des groupes unimodulaires, dont la compacité simplifie l'étude. Ces groupes comprennent notamment les groupes finis et les groupes de Lie compacts. Tout groupe compact est limite projective de groupes de Lie compacts.

## Exemples de groupes compacts

### Groupes finis
- Tout groupe discret fini est un groupe compact. En effet, tout espace discret fini est compact.
- Tout sous-groupe discret d'un groupe compact est un groupe fini. En effet, toute partie discrète d'un compact est finie.

### Construction de groupes compacts
Des groupes compacts peuvent se construire en utilisant les méthodes générales de construction des groupes topologiques :
- Tout produit direct de groupes compacts est un groupe compact.
- Tout sous-groupe fermé d'un groupe compact est un groupe compact.
- Le groupe topologique quotient d'un groupe compact par un sous-groupe normal fermé est compact.
- Si un morphisme de groupes topologiques est propre et si le groupe de départ est alors son noyau est un groupe quasi-compact (donc compact, s'il est séparé).
- Toute limite projective de groupes compacts (en particulier tout groupe profini) est un groupe compact.

### Groupes de Lie compacts
Un groupe de Lie compact est un groupe de Lie (réel ou complexe) dont l'espace topologique sous-jacent est compact. Parmi eux, on peut citer les groupes de Lie classiques compacts, dont voici des exemples :
- le groupe orthogonal On(ℝ), de dimension n(n – 1)/2 ;
- le groupe spécial orthogonal SOn(ℝ), qui est sa composante neutre (en) ;
- le groupe unitaire Un(ℂ), de dimension n2 ;
- le groupe spécial unitaire SUn(ℂ), de dimension n2 – 1 ;
- le groupe symplectique compact Sp(n), de dimension n(2n + 1) ;
- le groupe spinoriel Spin(n), qui est un revêtement double de SOn(ℝ).

Par ailleurs, chacun des cinq groupes de Lie exceptionnels possède une forme compacte.
Il est à remarquer qu'un groupe de Lie compact complexe est nécessairement commutatif.

## Intégration sur les groupes compacts
Sur tout groupe topologique localement compact et séparable G, il existe une mesure borélienne invariante par les translations à gauche, appelée mesure de Haar, unique à coefficient multiplicatif près. Elle est finie sur les parties compactes de G. Si G est lui-même compact, toute mesure de Haar est finie, et il est possible de la normaliser pour que sa masse vaille 1. On dispose ainsi sur tout groupe compact G d'une unique mesure de probabilité qui soit invariante par translations à gauche, qu'on nomme par abus de langage la mesure de Haar de G, notée λ dans la suite de l'article.
En pratique, la mesure de Haar permet de moyenner les objets sur G pour obtenir des objets invariants.

### Unimodularité
Tout groupe compact est unimodulaire, c'est-à-dire que « sa » mesure de Haar est invariante non seulement à gauche (par définition) mais aussi à droite. En effet, sa fonction modulaire (qui mesure le défaut d'invariance à droite d'une mesure de Haar) vaut constamment 1, puisque c'est un morphisme de groupes continu de G dans ℝ+*, dont l'image est par conséquent l'unique sous-groupe compact de ℝ+* : le groupe trivial {1}.

### Théorème du point fixe de Kakutani
Le théorème suivant, démontré par Shizuo Kakutani en 1941, concerne les représentations continues d'un groupe compact. Une représentation continue d'un groupe topologique G est une action linéaire de G sur un espace vectoriel topologique V qui est continue en tant qu'application de G×V dans V.
Théorème du point fixe de Kakutani — Étant donné une représentation continue d'un groupe compact G sur un espace localement convexe séparé V (par exemple un espace vectoriel réel de dimension finie muni de sa topologie usuelle), toute partie convexe compacte non vide de V globalement stable par l'action de G contient au moins un point fixe par tous les éléments de G.
Le théorème de Kakutani donne une preuve alternative spécifique de l'existence de la mesure de Haar sur un groupe compact G. En effet, l'espace des mesures réelles finies {\displaystyle \scriptstyle {\mathcal {M}}(G)} est, par un théorème de Riesz, le dual topologique de l'espace de Banach des fonctions continues réelles C(G,ℝ), muni de la norme de convergence uniforme. Les mesures boréliennes de probabilité forment un sous-ensemble convexe et *-faiblement compact. L'action de G sur lui-même par translations à gauche induit une action linéaire de G sur {\displaystyle \scriptstyle {\mathcal {M}}(G)}, qui est continue pour la topologie *-faible. Le convexe C est stable par G : de ce fait, le théorème de Kakutani s'applique et donne l'existence d'un point fixe de l'action de G dans C, autrement dit d'une mesure borélienne de probabilité sur G invariante par translation à gauche. L'existence de la mesure de Haar se trouve ainsi établie. (Cependant, la compacité ne permet pas de simplifier la preuve de l'unicité.)

## Représentation des groupes compacts

### Complète réductibilité
Une représentation continue de G sur V est dite irréductible si V et son sous-espace nul sont distincts et sont les deux seuls sous-espaces vectoriels fermés globalement invariants par G. Elle est dite complètement réductible si V est somme directe topologique d'une famille de sous-espaces fermés invariants tels que la représentation restreinte à chacun d'eux soit irréductible.
Théorème — Pour un groupe compact, toute représentation continue sur un espace de Hilbert (en particulier toute représentation continue réelle ou complexe de dimension finie) est complètement réductible.
La démonstration part du fait que dans un Hilbert, tout sous-espace fermé est l'image d'un projecteur continu. Elle est ensuite calquée sur celle du théorème de Maschke : il suffit de remplacer la moyenne discrète par une intégrale par rapport à la mesure de Haar, en vérifiant que le projecteur moyenné est encore continu, grâce au lemme suivant :
Une méthode moins directe pour démontrer le théorème de complète réductibilité est d'utiliser le procédé d'unitarisation (qui repose aussi sur ce lemme d'encadrement). Une représentation (V,ρ) est dite unitaire si V est un espace de Hilbert réel (ou complexe) et si ρ est à valeurs dans son groupe orthogonal O(V) (ou unitaire U(V)). Or toute représentation continue unitaire est complètement réductible (grâce au fait que l'orthogonal d'un sous-espace invariant est alors invariant, et moyennant une réduction identique à celle du cas algébrique). Le théorème de complète réductibilité s'en déduit, grâce au lemme suivant :
Lemme d'unitarisation — Toute représentation continue d'un groupe compact sur un espace de Hilbert est équivalente à une représentation unitaire.
L'équivalence de représentations est à prendre ici au sens topologique, c'est-à-dire qu'on impose à l'isomorphisme d'entrelacement d'être un homéomorphisme.
Un corollaire immédiat du lemme d'unitarisation est que tout sous-groupe compact de GLn(ℝ) est conjugué d'un sous-groupe de On(ℝ). Ce résultat peut aussi se déduire directement du théorème du point fixe de Kakutani.

### Théorème de Peter-Weyl
Le théorème de Peter-Weyl a été démontré en 1927 par Hermann Weyl et l'un de ses étudiants, Fritz Peter.
On considère la représentation naturelle du groupe topologique G×G sur l'espace de Hilbert L2(λ), appelée représentation birégulière de G et donnée par :
Cette représentation est unitaire et continue.
Pour toute représentation continue complexe de dimension finie ρ de G, on a un morphisme naturel de représentations de G×G, de ρ*⊗ρ dans la représentation birégulière. Si ρ est irréductible alors ce morphisme est injectif, et si deux représentations irréductibles de G sont non équivalentes alors les deux sous-représentations correspondantes de la birégulière sont orthogonales. Si ∑ est un ensemble de représentations (continues, complexes, de dimensions finies) irréductibles non équivalentes, la somme hilbertienne (somme directe orthogonale complétée) des
ρ*⊗ρ quand ρ parcourt ∑ se plonge donc encore dans la birégulière.
Ce qu'affirme le théorème de Peter-Weyl, c'est que si ∑ est choisi maximal alors ce plongement est un isomorphisme, autrement dit : que l'application (linéaire, injective et continue) entre les espaces de Hilbert sous-jacents est surjective.
Plus explicitement et plus précisément :
- pour toute représentation (V,ρ) (continue, complexe, de dimension finie) de G, l'image canonique de V*⊗V dans L2(λ) est le sous-espace C(ρ) engendré par les coefficients matriciels de ρ dans une base quelconque de V ;
- on note classiquement ℛ(G) la réunion de tous ces C(ρ) : c'est une sous-algèbre involutive de C(G,ℂ) ;
- pour deux représentations irréductibles non équivalentes ρ et σ, C(ρ) et C(σ) sont orthogonales dans L2(λ) ;
- le théorème de Peter-Weil dit que ℛ(G) est dense dans la C*-algèbre C(G,ℂ) et (a fortiori) dans l'espace de Hilbert L2(λ).

Le théorème de Peter-Weil a des conséquences non triviales. Il permet par exemple de démontrer que tout groupe compact est limite projective de groupes de Lie compacts : les Im(ρ).

### Caractère
Étant donné une représentation complexe de dimension finie d'un groupe compact G, le caractère associé est défini par :
Les caractères de deux représentations équivalentes sont égaux. On parle de caractère et de caractère irréductible pour désigner les caractères respectivement associés à une représentation complexe et à une représentation complexe irréductible.
Une fonction centrale est une fonction (mesurable, continue…) de G dans ℂ, constante sur les classes de conjugaison de G. Les caractères sont des exemples de fonctions centrales. La collection de tous les caractères irréductibles d'un groupe compact forme une famille orthonormée de L2(G, λ). Plus exactement, c'est une base hilbertienne du sous-espace de Hilbert des fonctions centrales de classe L2.
Un exemple important est la détermination des caractères du tore et la classification de ses représentations.

### Représentation des groupes finis
Les propriétés des représentations des groupes compacts se spécialisent pour les groupes finis. L'étude est simplifiée, notamment parce que le nombre de caractères est fini. En particulier, les caractères irréductibles d'un groupe fini G forment une base de l'espace vectoriel de dimension finie des fonctions centrales. La dimension de cet espace est donc le nombre de classes de conjugaison de G.

## Note et référence
1. ↑  Agnès Coquio, « Sous-groupes compacts de GLn(ℝ) », sur Institut Fourier, 2010.